# Shahrestān-e Pīrānshahr
Shahrestān-e Pīrānshahr (persiska: شهرستان پيرانشهر, پيرانشهر) är en delprovins (shahrestan) i Iran.   Den ligger i provinsen Västazarbaijan, i den nordvästra delen av landet, 600 km väster om huvudstaden Teheran.
Delprovinsen hade 138 864 invånare 2016.